# Fyrd

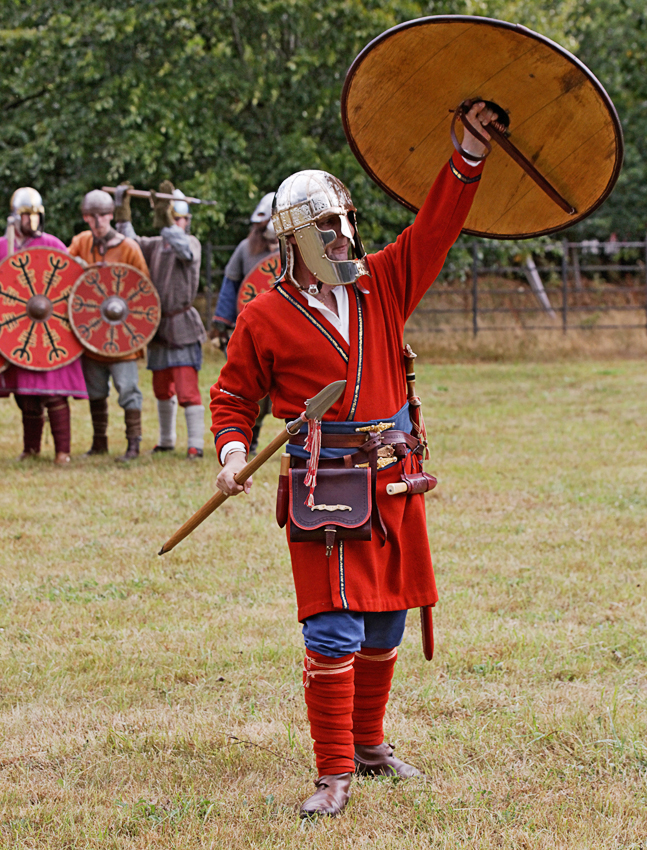
Reconstitution d'un lancier avec bouclier du VIIe siècle servant dans le fyrd (ou Weorod, "armée, multitude" en Vieil anglais) ayant des Vikings de Jorvik (aujourd'hui York) en arrière-plan.

Le fyrd est une milice d'hommes libres mobilisée au niveau des comtés à l'époque anglo-saxonne et dans les premières décennies de la période anglo-normande de l'histoire de l'Angleterre.
Le service au sein du fyrd est considéré comme l'une des trois principales obligations de la population du royaume, ou trinoda necessitas, avec l'entretien des ponts et chaussées et la construction et la maintenance des fortifications. Le code de lois du roi Ine de Wessex, promulgué dans les dernières années du VIIe siècle, décrit les peines encourues par les hommes qui ne répondent pas au service militaire : 120 shillings d'amende pour un noble pourvu de terres, 60 pour un noble non pourvu de terres, et 30 pour un simple ceorl.